# Gare de Leval (Nord)
Pour les articles homonymes, voir Gare de Leval.
La gare de Leval est une gare ferroviaire française de la ligne de Fives à Hirson, située sur le territoire de la commune de Leval dans le département du Nord, en région Hauts-de-France.
C'est une halte voyageurs de la Société nationale des chemins de fer français (SNCF) desservie par des trains TER Hauts-de-France.

## Situation ferroviaire
Établie à 144 mètres d'altitude, la gare de Leval est située au point kilométrique (PK) 83,676 de la ligne de Fives à Hirson, entre les gares ouvertes de Aulnoye-Aymeries et de Dompierre.

## Service des voyageurs

### Accueil
Halte SNCF, c'est un point d'arrêt non géré (PANG) à accès libre.

### Desserte
Leval est desservie par des trains TER Hauts-de-France qui effectuent des missions entre les gares : de Lille-Flandres et d'Hirson, ou Charleville-Mézières.

### Intermodalité
Le stationnement de véhicules est possible à proximité. La gare est desservie par la ligne 24 du réseau Stibus et par la ligne 987 du réseau interurbain Arc-en-Ciel 4.